# Palos Verdes Estates
Palos Verdes Estates est une municipalité située dans le comté de Los Angeles, dans l'État de Californie, aux États-Unis. Au recensement de 2010 sa population était de 13 438 habitants.

## Géographie

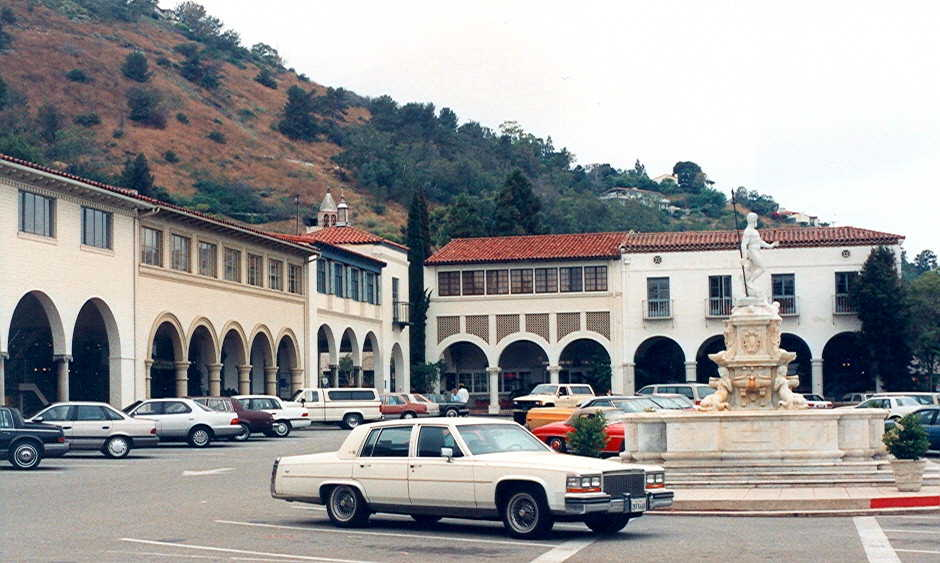
Magala Cove Plaza.

La municipalité, bordée à l'ouest par l'Océan Pacifique, offre plusieurs spots de surf parmi lesquels Lunada Bay, connu pour ses grosses vagues et l'attitude hostile des surfeurs locaux vis-à-vis des visiteurs.
Selon le Bureau de recensement, elle a une superficie de 12,4 km2.

## Démographie
| Groupe            | Palos Verdes Estates | Californie | États-Unis |
| ----------------- | -------------------- | ---------- | ---------- |
| Blancs            | 77,0                 | 57,6       | 72,4       |
| Asiatiques        | 17,3                 | 13,1       | 4,8        |
| Métis             | 3,6                  | 4,9        | 2,9        |
| Afro-Américains   | 1,2                  | 6,2        | 12,6       |
| Autres            | 0,7                  | 17,0       | 6,2        |
| Amérindiens       | 0,2                  | 1,0        | 0,9        |
| Océaniens         | 0,1                  | 0,4        | 0,2        |
| Total             | 100                  | 100        | 100        |
|                   |                      |            |            |
| Latino-Américains | 4,7                  | 37,6       | 16,7       |

Selon l'American Community Survey, pour la période 2011-2015, 76,64 % de la population âgée de plus de 5 ans déclare parler anglais à la maison, alors que 5,79 % déclare parler une langue chinoise, 5,31 % l'espagnol, 2,69 % le japonais, 1,61 % le français, 1,57 % le coréen, 1,0 % le tagalog, 0,62 % le grec, 0,83 %, 0,59 % l'allemand et 4,19 % une autre langue.
| 1940 | 1950  | 1960  | 1970   | 1980   | 1990   |
| ---- | ----- | ----- | ------ | ------ | ------ |
| 987  | 1 963 | 9 564 | 13 631 | 14 376 | 13 512 |

| 2000   | 2010   | - | - | - | - |
| ------ | ------ | - | - | - | - |
| 13 340 | 13 438 | - | - | - | - |

## Personnalités liées à la ville
- Nathan Juran (1907-2002), réalisateur, scénariste et directeur artistique américain.
- Glenn Hughes (1952-), ex bassiste chanteur de Deep Purple.
- John Morrison (1979-), catcheur américain.
- Chester Bennington (1976-2017), chanteur américain, leader du groupe Linkin Park.